# Juninho Afram
Juninho Afram, nome artístico de José Afram Júnior  (São Paulo, 9 de outubro de 1970), é um músico e compositor brasileiro, conhecido por ser o guitarrista, vocalista, principal compositor, líder e um dos fundadores da banda Oficina G3. Juninho é o único remanescente da formação original de sua banda.
Conhecido por sua proficiência no instrumento, Juninho por vezes foi descrito, por revistas especializadas como um dos melhores guitarristas brasileiros dentro do rock. No Oficina G3, foi o principal vocalista durante vários anos, e compôs sozinho várias canções importantes de sua discografia, como "Espelhos Mágicos" e "O Tempo".

## Biografia

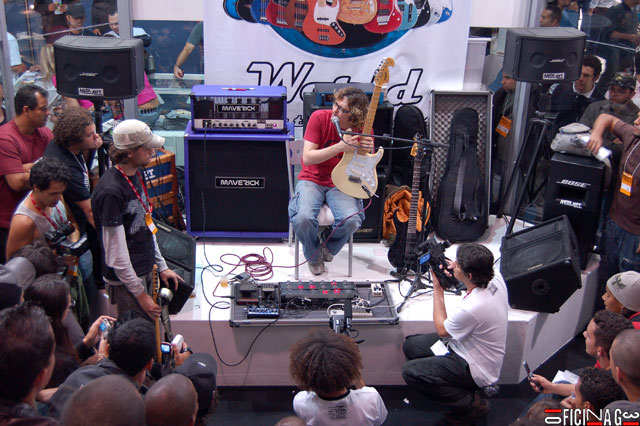
Juninho durante um workshop.

Nascido em São Paulo, desde adolescente Juninho Afram envolveu-se com música, estudando próximo à sua casa em um conservatório de violão clássico Ipatinga aos treze anos. Porém, uns poucos anos depois, deu preferência à guitarra elétrica, por influência de bandas como Pink Floyd, principalmente pelo guitarrista e cantor David Gilmour, pela sua técnica e do rock dos anos 70 e 80.
Aos quatorze anos ganhou sua primeira guitarra depois e começou a tocar com amigos da vizinhança. Aos quinze anos começou a tocar na Igreja Cristo Salva, com uma banda chamada Estação Céu, sendo essa uma época onde pôde desenvolver suas habilidades musicais. Naquela mesma igreja junto com Walter Lopes conhecem Wagner García, e, posteriormente, com eles formam a banda Oficina G3. Logo também ingressaram na banda Luciano Manga e Túlio Régis. Com a saída de Régis em 1992, que era até então o líder criativo da banda, Juninho passou a compor e assumir esporadicamente os vocais em algumas músicas (como "Perfeita União" e "Deus Eterno" e "Espelhos Mágicos"). Em 1996, Afram já era o principal compositor do grupo.
Durante os anos, vários membros saíram da banda e vários outros entraram; dentre os que entraram estão Duca Tambasco (em 1994), Jean Carllos (em 1995), os quais são os membros que compõem a formação atual do Oficina G3. Após a saída de PG, vocalista da banda entre 1997 e 2003, o grupo decidiu entre si colocar Juninho Afram nos vocais. Passados cinco anos, Juninho deixou o posto de vocalista principal da banda no final de 2007, quando o grupo recebeu um novo integrante para exercer tal função, o até então professor de música e produtor musical Mauro Henrique. Com a saída de Mauro em 2020, Juninho voltou a ser o principal vocalista do G3.
Estudou canto lírico na Universidade Livre de Música por sete anos e meio, e também guitarra, com Mozart Mello e Kiko Loureiro, no IG&T (Instituto de Guitarra e Tecnologia). Hoje Juninho é um dos endorsers da  marca de guitarras Tagima, sendo o único guitarrista a ter dois modelos exclusivos de sua assinatura, a JA e a Arrow. Também pela Tagima foi lançada uma linha de violões elétricos com sua assinatura.
Como artista solo, Juninho lançou o single "Ousado Amor" em 2018.

## Vida pessoal
Juninho Afram é casado com Viviane Afram e moram nos Estados Unidos.

## Discografia
Com a Oficina G3
Participações com outros artistas
- 2003: Sol à Meia Noite - Luciano Manga (em "Brilha Tua Glória")
- 2004: Novos Rumos de Déio Tambasco (participação)
- 2004: NIG Strings Evolution 1 (participação com a música "Ele Vive")
- 2006: NIG Strings Evolution 2 (participação com a música "Little Boy")
- 2006: NIG Strings Evolution 3 (participação com a música "Hands")
- 2007: Para Ti - Túlio Régis
- 2008: Vem, Esta é a Hora - Ao Vivo - Vineyard Music Brasil (música "Quebrantado")
- 2009: Do Calabouço ao Palácio - Téo Dornellas
- 2015: S.E.T.E - PG (em "Olhos da Fé")
- 2015: Galileu - Fernandinho (em "Dono do Mundo")
- 2017: Acústico: Música e Palavra - PG
- 2018: Gente - Priscilla (em "Gente (de Zero a Dez)")
- 2020: Lunação - Rosa de Saron (em "Faça Valer")
- 2020: Deus está vivo - Camila Campos (em "Pela fé")
- 2020: É Só Isso Aqui - Resgate
- 2023: In Concert - Rosa de Saron